# بافيل موجيليفتز
بافيل موجيليفتز (بالروسية: Могилевец, Павел Сергеевич)‏ (مواليد 25 يناير 1993) هو لاعب كرة قدم. يلعب مع منتخب روسيا لكرة القدم. سبق له أن لعب في كأس العالم لكرة القدم مع منتخب بلاده.

## روابط خارجية
- بافيل موجيليفتز على موقع الاتحاد الأوربي (الإنجليزية)
- بافيل موجيليفتز على موقع قاعدة بيانات كرة القدم.إي يو (الإنجليزية)
- بافيل موجيليفتز على موقع ناشيونال فوتبول تيمز (الإنجليزية)
- بافيل موجيليفتز على موقع Soccerway.com (الإنجليزية)
- بافيل موجيليفتز على موقع عالم كرة القدم.نت (الإنجليزية)
- بافيل موجيليفتز على موقع كووورة
- بافيل موجيليفتز على موقع AS.com (الإسبانية)